# Salmān al-ʿAuda

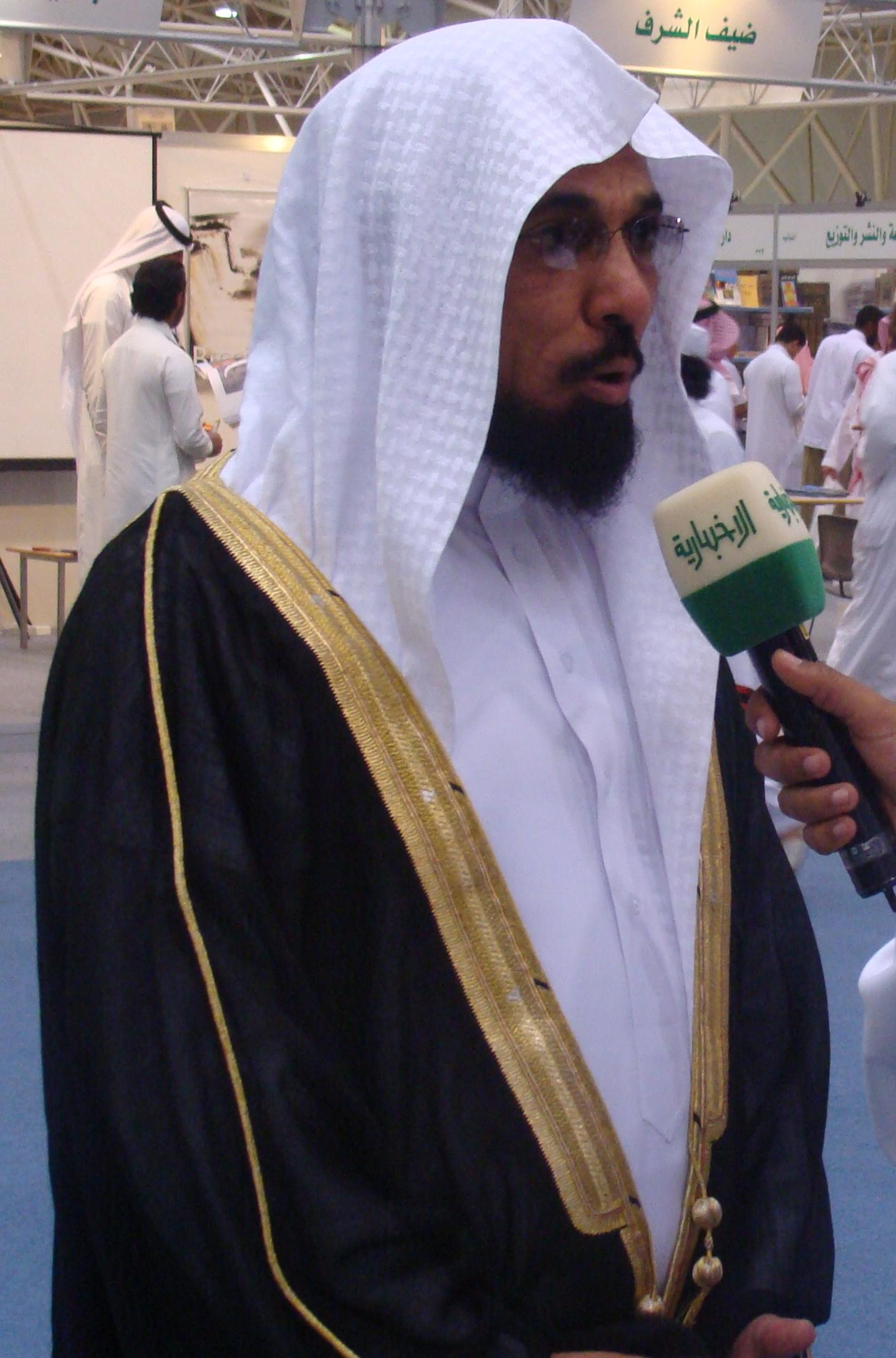
Salman al-Odah (2009)

Salmān ibn Fahd al-ʿAuda (arabisch سلمان بن فهد العودة, geb. im Dezember 1956 bei Buraida), bekannt als Salman al-Odah, ist ein saudischer Islam-Gelehrter und Prediger, der einen gemäßigten Salafismus vertritt und zu den einflussreichsten muslimischen Persönlichkeiten der Gegenwart gehört. Auf der Liste der 500 einflussreichsten Muslime, die das jordanische Royal Islamic Strategic Studies Centre und das Prinz-al-Walid-bin-Talal-Zentrum für muslimisch-christliche Verständigung jährlich erstellen, stand er im Jahr 2014 an der 16. Stelle.
In den frühen 1990er Jahren gehörte al-ʿAuda zu den Gelehrten der sogenannten Sahwa-Gruppe, die wiederholt Kritik an der Außen- und Innenpolitik der saudischen Führung übten und deswegen inhaftiert wurden. Auch nach seiner Freilassung im Jahre 1999 hat er sich immer wieder mit offenen Briefen und öffentlichen Erklärungen in politische Debatten seines Landes eingemischt. Außerdem hat er in den vergangenen Jahren mehrfach die Aktivitäten von al-Qaida öffentlich verurteilt, sich gegen die Ausübung terroristischer Gewalt im Namen des Islams ausgesprochen und dazu aufgerufen, bei der Verteidigung des Propheten Mohammed gegen Beleidigungen auf Aggression zu verzichten.
Salmān al-ʿAuda ist Autor zahlreicher Bücher zu islamischen Themen und Mitglied der Internationalen Union Muslimischer Gelehrter. Er ist eines der Mitglieder (Senior Fellows) des Königlichen Aal-al-Bayt-Instituts für islamisches Denken in der jordanischen Hauptstadt Amman. Darüber hinaus ist er im Internet sehr aktiv. Er ist Gründer der Internet-Website Islam Today, hat ein eigenes Twitter-Konto mit 6,4 Millionen Followern und unterhält unter dem Titel DrSalmanTv einen eigenen YouTube-Kanal.
Am 9. September 2017 wurde Salmān al-ʿAuda zusammen mit anderen dissidentischen muslimischen Gelehrten Saudi-Arabiens erneut verhaftet. Middle East Eye berichtete am 21. Mai 2019, dass Salmān al-ʿAuda zusammen mit dem Prediger Awad al-Qarni und dem Gelehrten Ali al-Omari nach dem Ende des Ramadan 2019 hingerichtet werden soll. Offenbar liegt aber bislang kein rechtskräftiges Urteil vor. Der Prozess soll im Dezember 2019 fortgesetzt werden.

## Leben

### Jugend und Ausbildung
Salmān al-ʿAuda stammt aus einer nur mäßig wohlhabenden, aber angesehenen Familie des Qasīm und wurde im Dschumādā al-ūlā 1376 (= Dezember 1956) in dem kleinen Dorf al-Basr westlich von Buraida geboren. Er besuchte die ersten beiden Grundschulklassen in der Schule seines Dorfes und wechselte dann auf die Huwaiza-Schule in Buraida, wo er bis zur Sekundarstufe blieb. Anschließend studierte er an der Fakultät für Arabische Sprache und an der Scharia-Fakultät der Islamischen Imam Muhammad ibn Saud Universität von Qasīm. Er arbeitete zunächst für vier Jahre als Lehrer an einem wissenschaftlichen Institut und kehrte dann als Repetitor (muʿīd) an die Universität zurück, wo er bei Muhammad Surūr an der Fakultät für die Grundlagen der Religion (uṣūl ad-dīn) seine Magister-Arbeit über Hadithe und Regeln zur Fremdheit (ġurba) verfasste. Anschließend lehrte er selbst in der Hochschule Scharia-Wissenschaften.
Seinen Doktortitel erlangte Salmān al-ʿAuda erst im Jahre 2004, und zwar mit einem vierbändigen Kommentar zu dem Kapitel über die rituelle Reinheit in dem Buch Bulūġ al-marām fī adillat al-aḥkām von Ibn Hadschar al-ʿAsqalānī. Als Betreuer der Arbeit fungierte ʿAbdallāh ibn Baiya.

### Jahre des politischen Protests und der Haft
Nach der irakischen Besetzung Kuwaits hielten er und Safar al-Hawālī leidenschaftliche Predigten, in denen sie das Regime für die Entscheidung kritisierten, eine Armee von „Ungläubigen“ auf saudischem Boden zu stationieren. Ihre Popularität schnellte empor, und große Zahlen ihrer Kassetten kursierten im Land. Im Mai 1991 gehörte er zu den Unterzeichnern des „Briefs der Forderungen“ (ḫiṭāb al-maṭālib), in dem saudische Gelehrte den König aufforderten, einen Konsultativrat einzurichten und wirtschaftliche, politische und militärische Reformen vorzunehmen. In seinen auf Kassetten verbreiteten Predigten rief er dazu auf, durch eine Rückkehr zur Scharia mit Koran und Sunna das Land neu zu einen. Auf einem 1992 veröffentlichten Band mit dem Titel „Die Christianisierung am Golf und auf der Arabischen Halbinsel“ (At-Tanṣīr fī l-ḫalīǧ wa-šibh al-ǧazīra) polemisierte er in einem Rundumschlag gegen westliche Mächte, christliche Missionare und Vereinte Nationen, denen er eine Verschwörung gegen den Islam und die Muslime unterstellte. Im gleichen Jahr unterzeichnete er auch das „Memorandum des Ratschlags“ (muḏakkirat an-naṣīḥa), das dem saudischen König überreicht und gleichzeitig in der in Paris erscheinenden arabischen Zeitung al-Muharrir veröffentlicht wurde und bei der königlichen Familie große Verärgerung auslöste.
Nach der Entscheidung der Islamisten im Jahre 1993, das „Committee for the Defence of Legitimate Rights“ (CDLR) zu gründen, ging das Regime schärfer gegen die Oppositionellen vor. Am 11. September 1994, nach einer Serie von Kundgebungen in al-ʿAudas Heimatstadt Buraida, für die die Sahwa verantwortlich gemacht wurde, wurde Salmān al-ʿAuda in das Büro des Gouverneurs der Provinz al-Qasīm zitiert und aufgefordert, sich in einem Dokument zu verpflichten, keine Predigten mehr zu halten, was er aber ablehnte. Zusammen mit mehreren anderen führenden Mitgliedern des Sahwa-Kreises wurde er wenige Tage später verhaftet und zu fünf Jahren Haft verurteilt. Während seiner Haftzeit forderte Osama bin Laden mehrfach seine Freilassung.

### Nach der Freilassung (1999–2017)
Am 25. Juni 1999 wurde al-ʿAuda zusammen mit seinem früheren Weggefährten Safar al-Hawālī freigelassen. In der Folgezeit milderten die beiden ihre Kritik am Staat ab, und das Regime zeigte ihnen gegenüber größere Toleranz. Al-ʿAuda und al-Hawālī gingen aber nun getrennte Wege, insofern als ʿAuda stärker darum bemüht war, sein Ansehen bei der königlichen Familie zu verbessern, und danach strebte, die Lücke zu füllen, die Abd al-Aziz ibn Baz (1910–1999) und der saudische Gelehrte Ibn ʿUthaimīn (1929–2001) durch ihren Tod hinterlassen hatten. Er gab zahlreiche Fernsehinterviews, insbesondere auf al-Arabiya und gründete 2001 mit Islam Today seine eigene Website.
Sehr populär war auch seine Fernsehsendung Hadschar az-Zāwiya („Der Eckstein“), die von 2004 bis 2009 während des Ramadan auf MBC lief und in der er sich im Gespräch mit dem Moderator Fahd as-Saʿawī zu verschiedenen Fragen des Lebens äußerte.
Wie der Nachrichtensender al-Arabiya meldete, verunglückten am 25. Januar 2017 die Ehefrau und ein Sohn al-ʿAudas bei einem Verkehrsunfall, als ihr Fahrzeug mit einem Lastwagen zusammenstieß.

### Erneute Verhaftung
Wie BBC News meldete, wurde Salmān al-ʿAuda am Samstagabend, den 9. September 2017, zusammen mit 20 anderen muslimischen Predigern verhaftet. Der Nachrichtenagentur Reuters wurde mitgeteilt, dass der Gruppe Spionageaktivitäten und Kontakte zur Muslimbruderschaft vorgeworfen werden. Die Aktivitäten der Bruderschaft stehen im Zentrum der politischen Auseinandersetzung zwischen Saudi-Arabien und Katar. Der in England lebende Menschenrechtsaktivist Yahya al-Assiri äußerte gegenüber dem Wall Street Journal, dass die Offiziere, die al-ʿAuda in Haft nahmen, seine mangelnde Unterstützung für die saudische Politik gegenüber Katar als Grund für die Verhaftung anführten.
Saudische Twitterer äußerten, dass Salmān al-ʿAuda verhaftet wurde, weil er nach einem Telefongespräch zwischen dem Emir von Katar Tamim bin Hamad Al Thani und dem saudischen Thronfolger Mohammed bin Salman in einem Tweet zu einer „Versöhnung“ (taʾlīf al-qulūb) aufgerufen habe. Verschiedene islamische Organisationen und Gruppen missbilligten die Inhaftierung Salmān al-ʿAudas und forderten seine sofortige Freilassung. Die Internationale Union Muslimischer Gelehrter rief die saudischen Behörden auf, der „Stimme der Weisheit“ zu folgen und muslimische Gelehrte nicht in einen politischen Konflikt hineinzuziehen. Nachdem al-ʿAuda mehr als vier Monate in Isolationshaft in Dhahbān verbracht hatte, verschlechterte sich sein Zustand im Januar 2018 so sehr, dass er in ein Krankenhaus in Dschidda verlegt werden musste.

## Stellungnahmen zu politischen und sozialen Themen seit 1999

### Innenpolitische Themen
Nach seiner Freilassung begann al-ʿAuda die saudische Führung gegen ihre Gegner zu verteidigen. Am 17. Mai 2003 – fünf Tage nach dem ersten Angriff von al-Qaida auf der arabischen Halbinsel gegen Wohnanlagen in Riad – unterzeichnete er zusammen mit 50 anderen saudischen Gelehrten eine deutliche Verurteilung dieser Angriffe. Im Juni 2004 veröffentlichte er erneut zusammen mit vier anderen Gelehrten, darunter al-Hawālī, eine Erklärung, in der er die terroristischen Angriffe verurteilte. Als Antwort auf den Angriff des saudischen Innenministeriums Ende Dezember 2004 veröffentlichte er am 15. Januar 2005 auf seiner Website eine Erklärung von 41 saudischen Gelehrten, die vor Aktionen und mündlichen Angriffen gegen das Regime warnten.
Auch gegenüber der liberalen saudischen Opposition verhielt er sich ablehnend. Eine im Dezember 2003 eingereichte Reformpetition zur Schaffung einer konstitutionellen Monarchie, die von mehreren anderen Sahwa-Mitglieder unterzeichnet wurde, soll er zwar unterstützt haben, doch unterzeichnete er im Dezember 2004 zusammen mit 34 anderen Gelehrten eine Erklärung, in der die Bemühungen des in London lebenden saudischen Dissidenten Saʿd al-Faqīh um die Organisation von Demonstrationen und Zivilem Ungehorsam gegen die Regierung verurteilt wurden. Als im Jahre 2003 Lubna Olayan und weitere Geschäftsfrauen unverschleiert auf dem Jeddah Economic Forum auftraten und dieser Vorfall von dem obersten Mufti ʿAbd al-ʿAzīz Āl asch-Schaich scharf verurteilt wurde, stellte sich al-ʿAuda hinter die höchste religiöse Autorität des Landes und sprach sich gleichzeitig dagegen aus, diese Vergehen zu bestrafen.
Auch wirkte er bei den Initiativen zur gesellschaftlichen Integration in Saudi-Arabien mit. Bei einer „Konferenz für Nationalen Dialog“ im Juni 2003, die von Kronprinz Abdullah ibn Abd al-Aziz organisiert wurde, führte al-ʿAuda Gespräche mit Sufis und dem schiitischen Gelehrten Hasan as-Saffār. Als 2004 der zweite Nationale Dialog eine Modernisierung der Schul-Curricula zur Schaffung eines Geistes der Toleranz und Mäßigung empfahl und mehr als 150 Religionsgelehrte dagegen protestierten, schloss sich al-ʿAuda diesem Protest nicht an. Im gleichen Jahr verurteilte er die Tötung von Muhammad Bāqir al-Hakīm, dem früheren Führer des Obersten Rat für die Islamische Revolution im Irak. Im Frühjahr 2004 äußerte er allerdings scharfe Kritik an der irakischen Mardschaʿīya, weil diese hetzerische Reden eines kuweitischen schiitischen Religionsgelehrten über die von Sunniten verehrten Kalifen Abū Bakr und ʿUmar ibn al-Chattāb nicht verurteilt hatte. Al-ʿAuda äußerte, dass das Schweigen der schiitischen Führer eine Bedrohung für die friedliche Koexistenz zwischen Sunniten und Schiiten sei und eine Beendung der alten Animositäten erschwere.
In den letzten Jahren wurde Salmān al-ʿAuda bei Äußerungen zu innenpolitischen Themen wieder etwas mutiger. So veröffentlichte er am 15. März 2013 auf Twitter einen Offenen Brief, in dem er die saudische Führung mahnte, alle politischen Gefangenen freizulassen, um auf diese Weise den Volkszorn zu besänftigen und Unruhen im Lande zu vermeiden.

### Islamistischer Terror

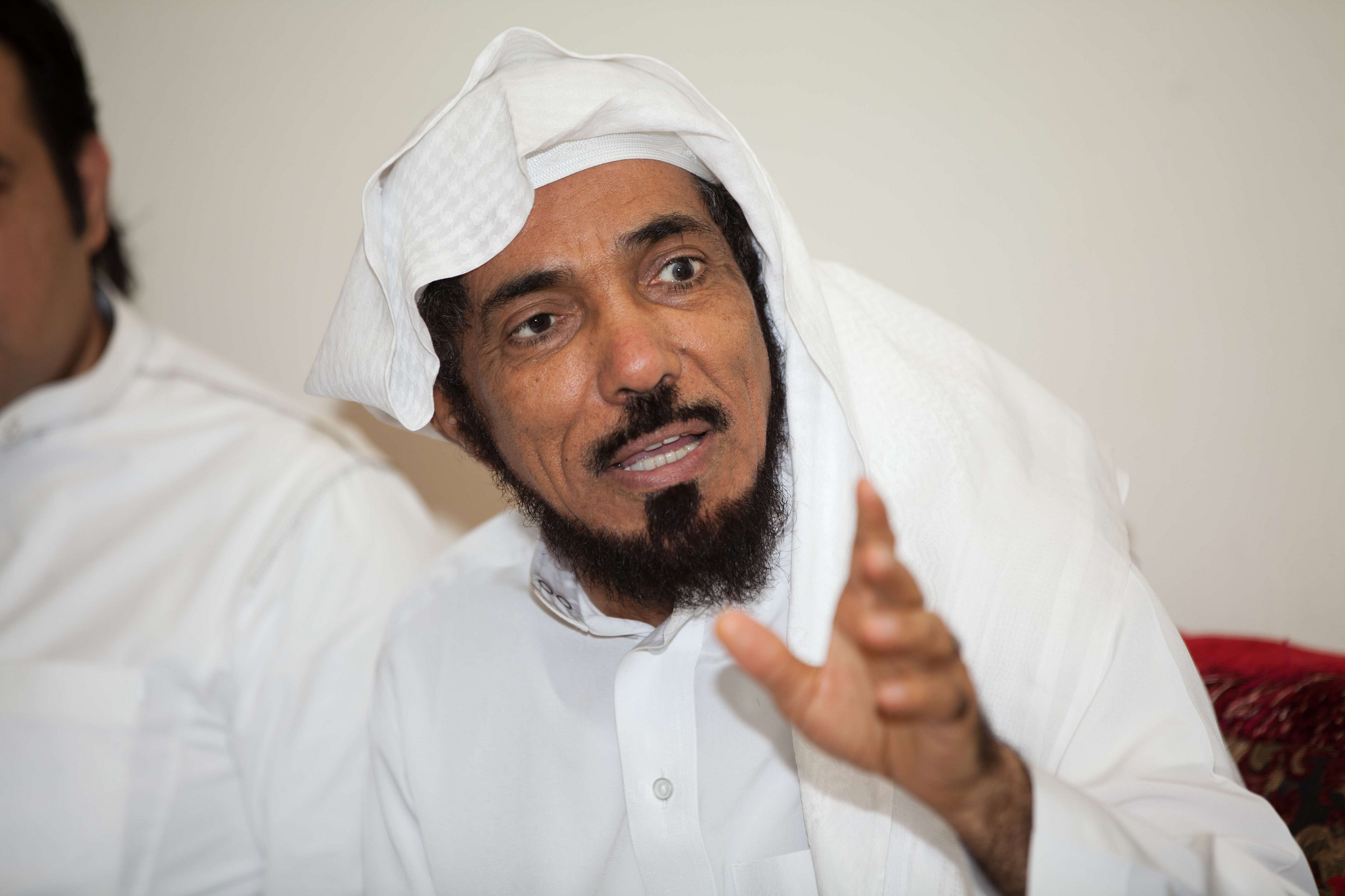
Salman al-Odah (2012)

Salmān al-ʿAuda hat sich mehrfach kritisch zum islamistischen Terrorismus geäußert. Nach den Terroranschlägen vom 11. September 2001 verurteilte al-ʿAuda die Angriffe auf die Vereinigten Staaten und distanzierte sich von Osama bin Laden, ohne ihn jedoch offen zu verurteilen.
Im März 2003, kurz vor der amerikanischen Besetzung des Irak, veröffentlichte er eine Erklärung verschiedener Gelehrter mit dem Titel „Die interne Front und aktuelle Herausforderung: eine rechtliche Perspektive“, in dem er vorbrachte, dass ein Dschihad nur durch etablierte religiöse Autoritäten ausgerufen werden könnte.
In einem offenen Brief an Osama bin Laden, den er im Ramadan des Jahres 2007 im Gedenken an die Anschläge vom 11. September verfasste, machte er diesem schwere Vorwürfe für die von ihm begangenen Verbrechen: „Bruder Usāma, wie viel Blut hast du vergossen? Wie viele Unschuldige, Kinder, alte Menschen und Frauen wurden getötet, obdachlos gemacht oder vertrieben im Namen von „al-Qaida“? Fällt es dir leicht, Gott zu begegnen mit dieser Last auf deinen Schultern, wo diese mehrere hundert Tausend oder Millionen sind.“
Im September/Oktober 2009 verurteilte al-ʿAuda erneut in einem Artikel auf seiner Website die Anwendung terroristischer Gewalt im Namen des Islams. In diesem Artikel mit dem Titel „Zusammen gegen den Terrorismus von al-Qaida“ (Maʿan ḍidd irhāb al-Qāʿida) schrieb er:

„Dieser Artikel mag einige scharfe und harte Worte hinsichtlich derjenigen enthalten, die den Weg der Gewalt beschritten haben, Worte, die ich sonst nicht zu verwenden pflege. Aber ich sehe mich vor die Notwendigkeit gestellt, sie jetzt zu gebrauchen, weil wir vor Leuten stehen, die sich mit Eisen und Feuer bewaffen, um Menschen zu töten und Gesellschaften zu zerstören. – Als ich über al-Qaida schrieb, haben mich einige meiner lieben Freunde gescholten und mich gewarnt, dass ich zum Ziel von Angriffen auf meine Ehre werden könne, oder noch schlimmer. Ich habe aber gesagt, dass die Angelegenheit Klarheit und Offenheit erfordert. Und ich verhehle nicht, dass ich es nicht für notwendig halte, mich von den Befürchtungen, von denen sie sprechen, leiten zu lassen. – Ich habe immer wieder unsere aufrichtigen Gelehrten und Prediger dazu aufgerufen, die Sachen bei ihrem wahren Namen zu nennen und den heiligen, göttlichen Namen des Dschihad den Aktivitäten dieser Kampforganisationen vorzuenthalten, die unschuldige Menschen töten und die Sicherheit in den Ländern des Islams und den anderen Ländern, mit denen ein Vertrag besteht, unterminieren.“

In manchen Fällen hielt Salmān al-ʿAuda die Anwendung von Gewalt aber auch für legitim, so zum Beispiel in der Auseinandersetzung mit Israel während der Zweiten Intifada. So ist bekannt, dass er kurz nach seiner Freilassung für die Familien von palästinensischen Selbstmordattentätern, die während dieses Aufstands starben, Telethons organisierte. Auch nach der amerikanischen Besetzung des Iraks hielt er ab einem bestimmten Zeitpunkt Gewaltanwendung für legitim. So veröffentlichte er am 5. November 2004, kurz vor der amerikanischen Belagerung der irakischen Stadt Falludscha, auf seiner Website einen von 26 saudischen Gelehrten unterzeichneten „Offenen Brief an das irakische Volk“, in dem nach Art eines Fatwa die Iraker dazu aufgerufen wurden, sich an einem defensiven Dschihad gegen die amerikanische Militärbesetzung zu beteiligen.

### Verständigung mit dem Westen und Verteidigung des Propheten
Salmān al-ʿAuda setzt sich auch für eine Verständigung mit dem Westen ein. Als sich nach den Anschlägen vom 11. September 2001 60 amerikanische Intellektuelle unter der Schirmherrschaft des Institute for American Values mit der Deklaration „What we’re fighting for“ an die muslimische Welt wandten, veröffentlichte er ein Antwortmanifest mit dem Titel How we can coexist, in dem er zu einem ernsthaften Dialog mit dem Westen aufrief. Dieses wurde von mehr als 100 liberalen und säkular gesinnten Saudis unterschrieben.
Im Jahre 2007 gründete Salmān al-ʿAuda die „International Support Organization“ (ISO, arab. munaẓẓamat an-nuṣra al-ʿālamīya) mit Sitz in den USA, die sich für eine allgemeine Verbesserung des Bildes von dem Propheten Mohammed einsetzt, verbreitete Fehlvorstellungen über ihn bekämpfen, einen durchdachten Plan zu seiner Unterstützung ausarbeiten und das Prinzip eines positiven Dialogs unter allen Menschen in einer Atmosphäre der Gerechtigkeit und des gegenseitigen Respekts fördern will. Im Rahmen dieser Organisation hat al-ʿAuda mehrfach öffentlich zum Verzicht auf Gewalt bei der Verteidigung des Propheten aufgerufen. Als im September 2012 nach der Ausstrahlung des Mohammed verunglimpfenden Films Innocence of Muslims in mehreren islamischen Ländern amerikanische Botschaften und Konsulate angegriffen wurde, verurteilte er diese Aktionen und betonte, dass die ethischen Lehren des Islams derartige Aggression verböten. Zwar sei es für Muslime berechtigt, Ärger zu empfinden, wenn ihr Prophet beleidigt werde, doch dürfe dieser Ärger nicht in Gewalt umschlagen. Vielmehr sei es notwendig, alle verfügbaren Medien zu nutzen, um die Vision der Organisation zu erreichen, dass nämlich der Prophet „weltweit als der vorbildlichste und bewundernswerteste aller Menschen anerkannt wird.“

### Gleichstellung der Geschlechter
In seiner Fernsehsendung Hadschar az-Zāwiya äußerte sich Salmān al-ʿAuda auch öfters zur Stellung der Frau im Islam. So sagte er im Oktober 2005, dass sich die religionsgesetzlichen Texte des Islams hinsichtlich der Gleichstellung der Geschlechter in drei Gruppen aufteilen ließen. Die erste Gruppe von Texten weise auf die Gleichstellung hin, die grundsätzlich gelte, wenn keine anderslautenden Aussagen zu finden seien. Zu dieser Gruppe von Texten gehöre zum Beispiel der Passus „Und den Frauen steht dasselbe zu, wozu sie ihrerseits nach Billigkeit verpflichtet sind“ in Sure 2:228.
In einer anderen Gruppe von Texten gebe es eine Bevorzugung der Frau, so zum Beispiel in Sure 42:49, wo es heißt: „Gottes ist die Herrschaft über die Himmel und die Erde. Er erschafft, was er will. Er schenkt weibliche Wesen, wem er will, und schenkt männliche Wesen, wem er will.“ Hier seien die weiblichen Wesen den männlichen Wesen vorangestellt, um damit die Vorstellungen der Menschen der Dschāhilīya zurückzuweisen, die das weibliche Wesen geringschätzten. Auch Sure 46:15, die bei der Aufforderung zur Pietät gegenüber den Eltern speziell auf die Mutter als Gebärerin hinweise, den Vater aber unerwähnt lasse, gehöre zu dieser Gruppe. Aus ihr gehe hervor, dass die Pietät gegenüber der Mutter erheblich wichtiger sei als diejenige gegenüber dem Vater.
Schließlich gebe es noch eine dritte Gruppe von Textstellen, in denen der Mann bevorzugt werde, wie der Passus „Die Männer stehen über den Frauen“ (ar-riǧāl qauwāmūn ʿalā n-nisāʾ) in Sure 4:34 und der Passus „Die Männer stehen eine Stufe über ihnen“ in Sure 2:228. Die Muslime sollten sich für diese Stellen nicht schämen, sondern sich dazu bekennen, dass der Islam dem Mann eine besondere Verantwortung übertragen und ihn auf eine höhere Stufe gestellt habe. Zwar sei dem männlichen Geschlecht insgesamt gegenüber dem weiblichen Geschlecht der Vorzug gegeben, doch bedeute das nicht, dass jeder Mann besser sei als jede Frau, da es Frauen gebe, die sehr viel besser sind als Männer. Vielmehr besagten die beiden Verse, dass die erste Verantwortung beim Mann liege. Die spezielle Qiwāma-Stellung des Mannes bedeute aber nicht, dass der Mann die Frau bedrängen, sie geringschätzen, ihr Dinge auferlegen oder ihr Rechte entziehen dürfe.

## Werke
- Al-Ġurabāʾ al-auwalūn: asbāb ġurbatihim wa-maẓāhiruhā wa-kaifīyat muwāǧahatihā („Die ersten Fremden: die Gründe und Erscheinungsformen ihrer Fremdheit und die Art, ihr zu begegnen“), Ad-Dammām 1989. Erster Teil der überarbeiteten Version von al-ʿAudas Magister-Arbeit darüber, dass die ersten Muslime in ihrer Umgebung wie Fremde waren.
- Ṣifat al-ġurabāʾ: al-firqa an-nāǧiya, aṭ-ṭāʾifa al-manṣūra, ṣifāt uḫar („Das Attribut der Fremden: 'entrinnende Schar', 'siegreiche Partei' und andere Attribute“), Ad-Dammām 1990. Zweiter Teil von al-ʿAudas Magister-Arbeit.
- Al-ʿUzla wa-l-ḫulṭa: aḥkām wa-aḥwāl („Isolation und Partizipation: Regeln und Verhältnisse“), Ad-Dammām 1993. Vierter Teil von al-ʿAudas Magister-Arbeit.
- Ḥiwār hādi' maʿa Muḥammad al-Ġazālī („Stiller Dialog mit Muhammad al-Ghazālī“), Beirut 1993.
- Maʿa l-ʿilm („Mit dem Wissen“), ar-Riyad 2011. Essai über die Art der notwendigen islamischen Bildung.[53]
- Šukran aiyuhā l-aʿdāʾ („Danke, ihr Feinde“), ar-Riyad 2010. Essai, in dem al-ʿAuda den Nutzen konstruktiver Kritik durch Feinde behandelt.
- Ṭufūlat qalb („Kindheit des Herzens“), ar-Riyad 2011, Autobiographie.
- Išrāqāt qurʾānīya. Ǧuzʾ ʿamma („Koranische Erleuchtungen. Der Teil ʿAmma“), ar-Riyad 2011, Korankommentar zum 30. und letzten Teil des Korans, der fast ausschließlich Suren aus frühmekkanischer Zeit enthält. Al-ʿAuda hat speziell diesen Teil des Korans zur Kommentierung ausgewählt, weil sich in ihm der Iʿdschāz besonders gut aufzeigen lässt.[54]